# Хранитель часу
«Володар часу» або «Хранитель часу» (англ. Hugo) — пригодницький фільм за мотивами роману Браяна Селзніка «Винахід Г'юґо Кабре» про сироту, що живе на паризькому залізничному вокзалі. Режисер картини — Мартін Скорсезе, сценарист — Джон Лоґан.
«Хранитель часу» — перший фільм Скорсезе, знятий у форматі 3D, з приводу чого режисер зауважив:
«Я виявив, що технологія 3D надзвичайно цікава, оскільки актори виглядають більш емоційно щирими. Їхній найменший рух, їхній найменший намір відтворюється максимально точно».
Світова прем'єра відбулась у США 23 листопада 2011 року. Фільм став володарем премії «Золотий глобус» за найкращу режисерську роботу, яка була вручена Мартіну Скорсезе. Був номінований на 11 премій «Оскар», у тому числі за найкращий фільм і найкращу режисерську роботу, що робить його найбільш номінованим фільмом року. З них отримав п'ять («Найкраща операторська робота», «Найкращі візуальні ефекти», «Найкраща робота художника-постановника», «Найкращий звук», «Найкращий звуковий монтаж»).
Автор українського перекладу — Сергій SKA Ковальчук.

## Сюжет

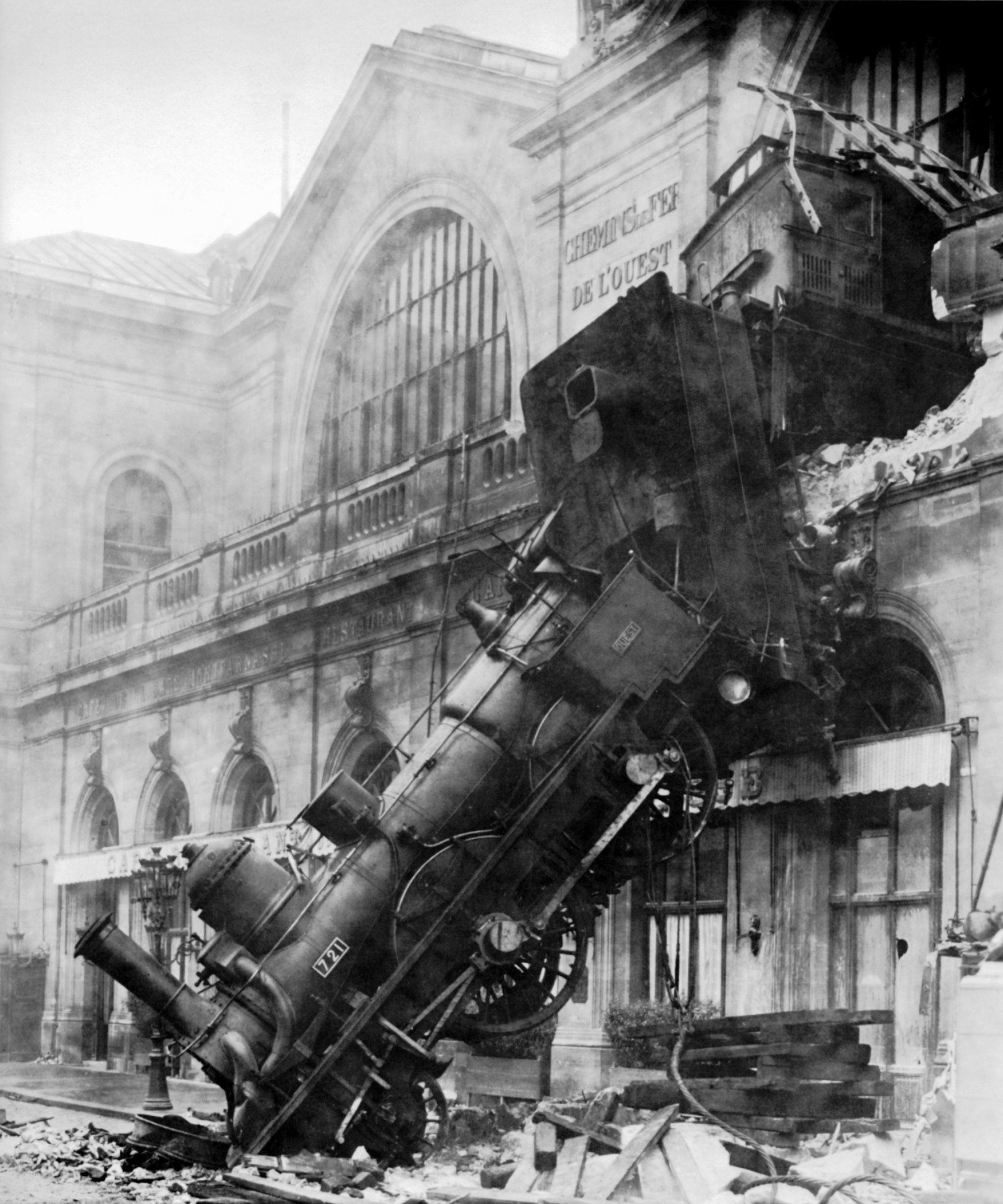
Катастрофа потяга на вокзалі Монпарнас — один з кошмарів, які сняться Г'юґо

Події розгортаються у Парижі на початку 1930-х років. 12-річний хлопчик Г'юґо Кабре, чия мати померла, живе з батьком, який працював годинникарем. Разом вони ходять на фільми Жоржа Мельєса. Після загибелі батька Г'юґо забрав його дядько-п'яничка, який відповідав за роботу вокзального годинника. Хлопчик живе на вокзалі, харчується краденими продуктами, а у вільну годину лагодить батьків таємничий механізм — автоматон. Для нього він краде деталі у вокзальному магазині. Як з'ясувалось, цей прилад змайстрував режисер Жорж Мельєс. Фактично фільм — художньо-біографічна розповідь про цього режисера та його роль у становленні світового кінематографа.

## У ролях
- Ейса Баттерфілд — Г'юґо (Гюґо) Кабре
- Хлоя Морец — Ізабель
- Бен Кінґслі — Жорж Мельєс
- Гелен Мак-Крорі — мама Жанна, дружина Жоржа
- Саша Барон Коен — інспектор Гюстав Дасте
- Рей Вінстон — дядя Клод
- Емілі Мортімер — Лісетт
- Джуд Лоу — батько Г'юґо
- Майкл Стулбарг — Рене Табард
- Крістофер Лі — Месьє Лабісс
- Річард Ґриффітс — Месьє Фрік
- Бен Аддіс — Сальвадор Далі

## «Подорож на Місяць» Жоржа Мельєса

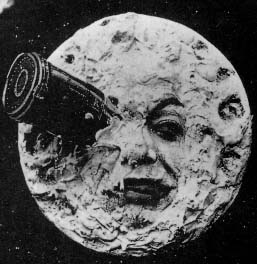
Кадр з чорно-білої версії фільму

У фільмі з'являються кадри фільмів рубежу XIX-XX століть, зокрема «Прибуття потяга на вокзал Ла Сьота» братів Люм'єр і першої науково-фантастичної картини в історії кінематографа «Подорож на Місяць», знятої Ж.Мельєсом 1902 року.

## Нагороди
- «Оскар» за найкращу операторську роботу
- «Оскар» за найкращу роботу художника-постановника